# Fabrizio Barbacci
Fabrizio Barbacci (Arezzo, 6 giugno 1963) è un produttore discografico, compositore e musicista italiano, noto soprattutto per le sue collaborazioni con i Negrita (gruppo da lui stesso lanciato) e Luciano Ligabue. 
È amministratore della società Supermagico srl, società di management per la creazione, produzione e promozione musicale costituita nel marzo del 1997.

## Biografia
Fabrizio Barbacci, nato ad Arezzo il 6 giugno 1963. Inizia la sua carriera di musicista come chitarrista nel gruppo new wave Moda, band dell'etichetta fiorentina I.R.A. Records di Alberto Pirelli che vede nella propria scuderia artisti quali Litfiba, Diaframma, etc.
Nel 1986 esce il primo album, Bandiera. Tante date dal vivo, in Italia e all’estero, che hanno riscontri sempre maggiori, aprendo anche per band come Mano Negra o Noir Desir. Il secondo album vede la partecipazione di Mick Ronson in trasferta italiana e per Fabrizio questo è un traguardo fondamentale: il chitarrista di Bowie che ama produce Canto Pagano (1987), l’album che i Moda più sentiranno loro e che ottiene un buon risultato di vendite. Esce nel 1989 l’ultimo disco, Senza rumore (1989).
Contemporaneamente inizia la sua attività come direttore musicale, produttore e manager lanciando fin dagli esordi la carriera della band Negrita dal suono fresco e inedito per l’Italia: un rock blues dalle venature funky, ritmico, cantato in italiano, con due chitarre molto presenti.
Tra il 1992 e il 1993 la band di Arezzo si fa conoscere nei club di mezza Italia e Fabrizio e a breve inizia a registrare l'album d’esordio: Negrita che esce l’anno successivo.
Nei primi anni novanta c’è un altro fenomeno destinato a rivoluzionare la discografia italiana: Luciano Ligabue. Dopo un esordio fortunato, un buon secondo album e un più controverso terzo, è in una fase di stallo. Dopo una prima collaborazione (i Negrita accompagnano Ligabue in un brano dell’EP A che ora è la fine del mondo?) Luciano chiama Fabrizio Barbacci per produrre l’album Buon compleanno Elvis. Il primo passo è la formazione di un nuovo gruppo, che Ligabue vuole con un background comune, anche territoriale. Nasce “la Banda”, con diversi ex componenti dei Rocking Chairs. Per le registrazioni Barbacci porta con sé Fabrizio Simoncioni, sound engineer e musicista che ha già collaborato coi Negrita. Il successo è clamoroso e Fabrizio segue il rocker di Correggio dai palazzetti agli stadi.
Frattanto i Negrita, nel 1995, licenziano un mini CD, Paradisi per illusi, per poi intraprendere un’esperienza di respiro internazionale: vanno a registrare il nuovo album XXX, a New Orleans, in Louisiana, negli studi di Daniel Lanois. Il musicista canadese è assurto a fama mondiale grazie alla produzione degli album di Bob Dylan di inizio decennio (Oh Mercy e Under the Red Sky). L’album esce nel 1997: arriva al disco d’oro (dell’epoca) e diventa un long seller anche grazie al film di Aldo Giovanni e Giacomo, Tre uomini e una gamba, che ha in colonna sonora il singolo Ho imparato a sognare.
Successivamente la Mercury gli affida il nuovo progetto di Gianna Nannini, un disco concretamente rock Cuore è un album artisticamente riuscito, dal buon impatto commerciale e rappresenta per il produttore un ulteriore arricchimento: la Nannini porta a Barbacci la solarità mediterranea, la romanza classica e il canto legato alla tradizione popolare.
A fine anni ’90, i Negrita cominciano a battere nuove strade: sono gli anni in cui Moby e Fat Boy Slim popolarizzano l’elettronica e l’arte del campionamento. I Negrita fanno loro questo concetto, ma con originalità, suonando i loop dal vivo, senza parti preregistrate. Reset esce nel 1999 ed è un album potente, variegato e di grande impatto commerciale. Parte del disco è colonna sonora del nuovo film di Aldo, Giovanni e Giacomo, Così è la vita, e questa associazione da ulteriore visibilità al disco.
Nel 1999 Barbacci produce nuovamente Ligabue, stavolta in team con Jovanotti e Piero Pelù: l’occasione è data dal singolo Il mio nome è mai più, che risulterà il più venduto dell’anno.
L’alba del millennio lo vede invece impegnato su più fronti. Francesco Renga, lasciati i Timoria, esordisce con un album omonimo in cui il produttore lascia il segno anche come strumentista.
I Negrita sono invece chiamati a ripetere l’affermazione clamorosa di Reset e, quasi per reazione, scelgono un approccio più cantautorale e introspettivo.
Ligabue poi richiama Barbacci alla produzione del suo Fuori come va? (2002). Il sodalizio viene riproposto anche per il successivo Nome e cognome (2005) e il suono dell’artista emiliano si sposta sensibilmente dal feeling nordamericano, trovando con successo nuove strade espressive.
Nel frattempo i Negrita dopo la partecipazione a Sanremo del 2003, pubblicano un greatest hits che contiene – tra le tracce inedite – Magnolia.
Il gruppo parte in viaggio per il Sud America: date dal vivo, session di registrazione e incontri con musicisti locali, tra cui Carlinhos Brown, danno freschezza al nuovo repertorio. L’uomo sogna di volare esce a inizio 2005 e la svolta latina, anche con tinte reggae, convince pubblico e critica.
Nel 2007 Fabrizio firma la produzione di SuoNoGlobal del trombettista Roy Paci e poi è di nuovo la volta dei Negrita con HELLdorado (2008). Il classico approccio chitarristico del quartetto aretino sintetizza l’onda lunga delle contaminazioni di Manu Chao con il recupero di sonorità legate al terzomondismo combat dei Clash. La mezcla tra rock, punk, reggae, funky, mediterraneità e musica latina che ne risulta è esplosiva e il lungo tour che segue premia la band, ormai diventata un caposaldo della musica rock italiana.
Nel 2010 Fabrizio produce l’ultimo album di Edoardo Bennato, Le vie del rock sono infinite.
Nel nuovo decennio affianca al lavoro di scouting e di produzione di nuovi talenti indie (come La fame di Camilla o Il Cile) al lavoro con i Negrita, impegnati a portare la loro musica in nuove realtà come gli Stati Uniti o la Cina. Nel 2011 esce Dannato vivere, registrato in parte in Nord America, riprende certe atmosfere new wave degli anni Ottanta e le coniuga ancora una volta col sound potente della band.
Nel 2015 Fabrizio produce il nono album in studio dei Negrita: 9 e l’edizione CD + DVD “9 Live&Live”.

## Discografia con i Moda
- Bandiera (I.R.A.) - 1986
- Canto Pagano (I.R.A.) - 1987
- Senza Rumore (I.R.A.) - 1989

## Discografia come produttore
- Negrita - Negrita (1994)
- Ligabue - A che ora è la fine del mondo? (1994) (solo per il brano L'han detto anche agli Stones)
- Negrita - Paradisi per illusi (1995)
- Ligabue - Buon compleanno Elvis (1995) (singoli estratti in cui ha suonato Fabrizio: Certe Notti / Viva / Hai un momento, Dio? / Quella che non sei / Seduto in riva al fosso / Vivo, morto o X / Leggero)
- Negrita - XXX (1997)
- Ligabue - Su e giù da un palco (1997)
- Gianna Nannini - Cuore (1998) (singoli estratti in cui ha suonato Fabrizio: Un giorno disumano / Notti senza cuore)
- Negrita - Reset (1999)
- Ligabue / Jovanotti / Pelù - Il mio nome è mai più (singolo) (1999)
- Francesco Renga - Francesco Renga (2000)  (singoli estratti in cui ha suonato Fabrizio: Affogo Baby / Splendido / Favole / Via)
- Negrita - Radio Zombie (2001)
- Ligabue - Fuori come va? (2002) (singoli estratti in cui ha suonato Fabrizio: Eri bellissima / Voglio volere / Ti sento)
- Negrita - Ehi! Negrita (2003)[1]
- Ligabue - Giro d'Italia (2003)
- Daniele Nova - Cielo Mio, Cielo Tuo (2004)
- Negrita - L'uomo sogna di volare (2005)
- Ligabue - Nome e cognome (2005) (singoli estratti in cui ha suonato Fabrizio: L'amore conta / Cosa vuoi che sia / Happy hour)
- Gleba - Gleba (2006)
- Roy Paci - SuoNoGlobal (2007) (singoli estratti in cui ha suonato Fabrizio: Giramundo)
- Ligabue - Primo tempo (2007)
- Ligabue - Secondo tempo (2008) (singoli estratti in cui ha suonato Fabrizio: Il mio pensiero)
- Negrita - HELLdorado (2008)[2]
- Edoardo Bennato - Le vie del rock sono infinite (2010)
- Emma - A me piace così (2010)
- Negrita - Dannato vivere (2011)
- Francesco Renga - Fermo immagine (2012) (singoli estratti in cui ha suonato Fabrizio: La tua bellezza)
- La Fame di Camilla - L'attesa (2012)
- Il Cile - Siamo morti a vent'anni (2012) (singoli estratti in cui ha suonato Fabrizio: Cemento armato)
- Negrita - Negrita Live (2012)
- Negrita - Déjà vu (2013)
- Negrita - 9 (2015)
- Negrita - 9 Live&Live (2016)
- Ligabue - 7 (2020)